# Agathon comstocki
Agathon comstocki is een muggensoort uit de familie van de Blephariceridae. De wetenschappelijke naam van de soort is voor het eerst geldig gepubliceerd in 1903 door Kellogg.